# Малагаррига, Рамон Пеньяфорт
Рамон Пеньяфорт Малагаррига (исп. Ramón Peñafort Malagarriga, 1904 — 1990) — испанский ботаник.          

## Биография
Рамон Пеньяфорт Малагаррига родился в 1904 году.
С 1930 по 1964 год он жил в Порту-Алегри, где основал ботанический сад.
В 1951 году была опубликована его книга Horto Botânico do Instituto Agronômico do Sul (Pelotas). Guia dos Visitantes.
Рамон Пеньяфорт Малагаррига умер в 1990 году.

## Научная деятельность
Рамон Пеньяфорт Малагаррига специализировался на семенных растениях.

## Некоторые публикации
- 1951. Horto Botânico do Instituto Agronômico do Sul (Pelotas). Guia dos Visitantes. Ed. Instituto Agronômico do Sul, Pelotas, RS. 98 pp.